# Yveline Ailhaud
Pour les articles homonymes, voir Ailhaud.
Yveline Ailhaud est une actrice française, pensionnaire de la Comédie-Française de 1984 à 1988, née le 2 avril 1944 à Tunis et morte le 13 juin 2015 à Nice.

## Filmographie
- 1976 : La Communion solennelle de René Féret
- 1979 : Fernand de René Féret
- 1980 : Rendez-moi la clé de Gérard Pirès
- 1980 : Une sale affaire d'Alain Bonnot
- 1981 : La Gueule du loup de Michel Léviant
- 1982 : Edith et Marcel de Claude Lelouch
- 1982 : La Petite Bande de Michel Deville
- 1983 : La Femme publique d'Andrzej Żuławski
- 1984 : Le Tartuffe de Gérard Depardieu
- 1985 : Le Deuxième Couteau téléfilm de Josée Dayan : Juliette Bartillot
- 1986 : Les Fugitifs de Francis Veber
- 1986 : Poussière d'ange d'Édouard Niermans
- 1988 : Après la guerre de Jean-Loup Hubert
- 1988 : Prisonnières de Charlotte Silvera
- 1990 : Le Mari de la coiffeuse de Patrice Leconte
- 1991 : Le Retour de Casanova d'Édouard Niermans

## Théâtre
- 1974 : La Tragédie optimiste de Vsevolod Vichnievski, mise en scène Bernard Chartreux et Jean-Pierre Vincent, Théâtre Le Palace, Théâtre du Gymnase
- 1983 : Racine(s) d'après Racine, mise en scène Jean-Louis Martinoty (scénographie et peintures d'Olivier Debré), Festival d'Avignon
- 1984 : Tartuffe de Molière, mise en scène Jacques Lassalle, Théâtre national de Strasbourg
- 1984 : Ivanov de Tchekhov, mise en scène Claude Régy, Comédie-Française
- 1985 : Le Triomphe de l'amour de Marivaux, mise en scène Alain Halle-Halle, Comédie-Française
- 1985 : Feydeau - Comédies en un acte de Georges Feydeau, mise en scène Stuart Seide, Comédie-Française
- 1986 : Le Parc de Botho Strauss, mise en scène Claude Régy, Théâtre national de Chaillot
- 1986 : Un chapeau de paille d'Italie d'Eugène Labiche, mise en scène Bruno Bayen, Comédie-Française
- 1987 : Dialogue des Carmélites de Georges Bernanos d'après Gertrud von Lefort, Raymond Leopold Bruckberger, Philippe Agostini, mise en scène Gildas Bourdet, Comédie-Française à l'Opéra de Lille, puis au Théâtre de la Porte-Saint-Martin
- 1989 : La Forêt d'Alexandre Ostrovski, mise en scène Bernard Sobel, Théâtre de Gennevilliers
- 1990 : Les Fourberies de Scapin de Molière, mise en scène Jean-Pierre Vincent, Festival d'Avignon, Théâtre Nanterre-Amandiers
- 1990 : Le Cerceau de Viktor Slavkine, mise en scène Claude Régy, Théâtre Nanterre-Amandiers
- 1991 : Les Fourberies de Scapin de Molière, mise en scène Jean-Pierre Vincent, Théâtre de Nice
- 1993 : Pygmalion de George Bernard Shaw, mise en scène Bernard Murat, Théâtre Hébertot